# Stubo (Czarnogóra)
Stubo (cyr. Стубо) – wieś w Czarnogórze, w gminie Bijelo Polje. W 2011 roku liczyła 55 mieszkańców.